# Szexozófia
Szexozófia, azaz a szexualitás vagy az erotika filozófiája. John Money új-zélandi származású amerikai szexológus alkotta meg ezt a kifejezést, mivel szexológiában eltöltött hosszú évek munkája során arra jutott, hogy a szexológia, mint tudomány magát a szexualitást túlságosan medikalizálta, eltávolítva azt az embertől. A szexológia tudományos része lett a szexualitásnak, a szexozófia az emberi gondolatok irányzata lett.

## A szexozófia története
John Money-nak rengeteg dolog köszönhető a szexológiában, azonban ő maga is erősen ellentmondásos személyiség volt. Kutatásaival nemcsak megértést adott a szexualitásnak, de irányt is. Olyan kifejezéseket alkotott meg, mint interszexualitás, "love-map", a nemi szerep vagy a szexuális irányultság, a transzexualitás is neki köszönhető. Munkássága hozzájárult ahhoz, ahogy ma a társadalmi nemet, a gender-t definiáljuk. A parafília elfogadtatásában is jelentős szerepe volt. Azonban kapcsolódtak munkájához botrányok is, pl. a Bruce/David Reimer ügy, amelyben pénisz sérült csecsemőt lánynak próbáltak nevelni, aki később felnőtt korban öngyilkosságot követett el.
A 80-as évekre Money arra jutott, hogy a szexológia eltávolodott az embertől, inkább már csak egy orvosi tudományág, nem több, miközben mégis hatnak ideológiák is irányok. Szerette volna, ha szexológia egy tiszta, pártatlan tudományág lenne, a szexozófia pedig már emberi, ami nem pártatlan, hanem egy adott ember, értékrend szexualitáshoz kapcsolódó gondolatait mutatja meg.

## A szexualitás és a filozófia kapcsolata
A szexualitás minden kor, minden gondolkodóját, filozófusát megihlette. Amellett, hogy próbáltak választ adni az élet, az emberi lét értelmére, nem kerülhették el a szexualitás kérdését sem.
Platón A lakoma című művében a jó és a szép birtoklásaként írta le az éroszt. Megkülönböztetett nyers, azaz vulgáris és mennyei, azaz spirituális éroszt. Elmélkedett azon, mekkora hatalma van a szexualitásnak, mennyire lesz az ember rabja az élvezeteknek.
Arisztotelész a Nikomakhoszi etikában úgy írja le a szexualitás vágyat, mintha az azonos lenne az étvággyal, azaz ételhez vagy italhoz kapcsolódó vággyal. Ebből arra jut, hogy a legfontosabb erény a mértékletesség. Eutrapélia, amely lehetővé teszi számunkra, hogy teljesen átadjuk magunkat annak az igazán fontos életvitelnek, mint hogy élvezzük a barátság és a szerelem, a család és a barátok, a könyvek és játékok, a bor és az ételek örömeit. Benne van a mértékletesség, de már képessé válunk átadni magunkat a játékosságnak. Nem mindig mindent túl komolyan venni.
Hippói Szent Ágoston már kifejezetten útmutatást ad a jó házassághoz (Il bono coniguali – isz. 401), aggódott, hogy a szexualitás fenyegetést jelenthet az egyéni békére és az önuralomra. Ma úgy tekintjük Szent Ágoston túl szigorú volt, valójában Szent Jeromoshoz vagy Pelagiushoz képest épp, hogy mérsékelt. Az egyik fő kérdés az volt, Ádám és Éva a bűnbeesés előtt szexelt-e vagy sem. Isten ajándékának tekintette a szexet, és az csak a bűnbeesés után lett olyan, ami szolgasorba kényszeríthet. De hitt abban, hogy a szex csak gyereknemzés céljából teljesülhet.

A XII. században, Maimonidesz rabbi így gondolkodott a szexről:  
„tekintettel arra, hogy a férj közösülhet a feleségével, így minden megengedett. Szabad vele intim kapcsolatot kezdeményeznie bármikor, a tisztátalansági időszakon kívül, megcsókolhatja testének bármelyik részét, szabad vele szexuálisan érintkeznie akár természetes, akár nem-természetes módon (anális közösülés), azonban magját [sperma] nem vesztegetheti. Azonban egy magára adó, szentéletű ember nem viselkedik az ágyban csak a szemérmesség és a szentség mércéje szerint."
Aquinói Szent Tamás (1224-1274) már sokkal megengedőbb volt a szexszel kapcsolatosan, úgy gondolta a szex természetes, Isten adta hajlam eredménye. Mivel Isten teremtette, ezért jó, azonban fontosnak tartotta, hogy ennek megvan a célja és fontossága. A szexuális aktus esetében mindig olyan aktusra gondolt, melyben magömlés következik be. Ő elítélte az azonos neműek, illetve a nemi szervek nem elfogadott izgatási lehetőségeit, azaz orális vagy anális szexet. Ezeket és a maszturbálást a léhaság bűnének tartotta.
Michel Montaigne (1533-1592) francia filozófus A képzelet hatalmáról című esszéjében azon elmélkedik, ki döntse el, hogy Ádám Istennek vagy a péniszének engedelmeskedjen.
René Descartes (1596-1650) továbblép az Arisztotelész által lerakott gondolaton, hogy a szexuális vágy és étvágy azonos, ő úgy gondolkodik, hogy az ellenkező nemű személyt meglátva, már nem gondolunk másra.
"Bár sok ellenkező nemű személyt látunk, mégsem vágyunk sokra egyszerre. . . . De ha az egyikben olyasmit figyelünk meg, ami vonzóbb, mint bármi, amit abban a pillanatban a többiben megfigyelhetünk, ez arra készteti a lelkünket, hogy egyedül ő felé érezzük mindazt a hajlamot, amelyet a természet adott nekünk, hogy az általa a legnagyobbként képviselt jót kövesse."
Thomas Hobbes (1588-1678) angol filozófus szintén azt vallja, a szexuális vágy több, mint az étvágy, abban egy kettősség van, egy olyan vágy, hogy örömöm legyen a másikban, és egy olyan közös vágy amivel a másikat akarom. Tetszésnyilvánítás és gyönyörködés a másikban.
David Hume (1711-1776) angol filozófus a szerelem és a szex kapcsolatát boncolgatja, szerinte három dologból áll össze a szex: egy szépségből fakadó kellemes érzésből; a testi vágyból az utódnemzés céljából és nagylelkű kedvességből. Immanuel Kant ezt vitatja, szerinte a szexuális késztetésből nem lehet szerelem, csak vágy. Hume azt is megállapítja, a szexuális vágy megjelenik, a másikat szebbnek látjuk. Kant ellenben abban hitt, hogy akit már nem akarunk szexuálisan, abból kiábrándulunk.
Søren Kierkegaard dán filozófus úgy gondolta, hogy az erotikus szerelem és házasság összeegyeztethető:
„Házasodj meg, és megbánod. Ne házasodj meg, és azt is megbánod. Házasodj vagy ne házasodj meg, úgyis megbánod. Akár megházasodsz, akár nem, meg fogod bánni, akárhogyan is.”
Szerinte a szeretet önző, és így mindent önzően teszünk, azonban ha a szexben egyesülnek egy ént alkotnak, így az önzőség egy lesz.
Arthur Schopenhauer (1788-1860) német filozófus szerint a szex a szépséggel csap be minket, a férfi a minél szebb nőt keresi, hogy azzal aztán utódot hozzon létre, feladja a szabadságát és a természet ereje győz felette. Az evolúció a megtévesztő szépséget használja fel.
Jeremy Bentham (1748-1832) már ír az azonos neműek szexualitásának elfogadásáról, mert szerinte annak semmilyen káros hatása nincs a társadalomra, csak a két ember öröméről szól. Azonban ez csak 1978-ban (!) jelenik meg.
Bentham tanítványa, John Stuart Mill (1806-1873) gondolatai már a mai társadalomban is elfogadhatóak:
"az elv, amely szabályozza a két nem közötti társadalmi kapcsolatokat – az egyik nem jogi alárendeltsége a másiknak – helytelen [és] a tökéletes egyenlőség elvével kellene felváltani.”
Hitt abban, hogy ha a szexben beleegyezés történik, akkor a paráznaság elfogadható, illetve a bordélyházak elfogadását is támogatja.
Aztán Karl Marx (1818-1883) és Friedrich Engels (1820-1893) és bár elsőre feminista jegyeket mutattak a gondolataik, miszerint a házasság és a prostitúció a nők számára nem nagyon különbözik a másiktól, így felszabadulhatnak mind attól, hogy utcán sétáljanak, mind attól, hogy szeretet nélküli házasságban éljenek.
Otto Weininger (1880-1903) osztrák filozófus szerint nincs tökéletes férfi vagy tökéletes nő, a két véglet között fokozatok vannak, minden élőlény rendelkezik mindkét nemre való tulajdonságokkal. Ő az, aki a biszexualitás kérdését még Freud előtt boncolgatni kezdi, úgy véli ezen személyekben ingadozik a férfi és a női szubsztancia.
Bertrand Russell (1872-1970) brit filozófus folytatta Marx és Engels gondolatait, úgy gondolta, hogy a nők által elviselt nemkívánatos szex valószínűleg nagyobb arányban van jelen a házasságokban, mint a prostitúcióban. Így ezt csak gazdasági indítéknak tekintette, inkább támogatta a házasságtörést vagy a nyitott házasságot.
Jean-Paul Sartre (1905-1980) francia filozófus szerint a szex mindig bukásra van ítélve, mert az egyik fél mindig a másik szabadságát akarja elvenni, azonban amikor elragadja, az semmissé válik. Sartre társa Simone de Beauvoir (1908-1986) szerint a kultúra fontosabb szerepet játszik a nem kialakulásában, mint a biológia, azaz „Az ember nem nőnek születik, hanem nővé válik."
Herbert Marcuse (1898-1979), aki a Szeretkezz, ne háborúzz tanácsot adta a fiataloknak, úgy hitte, nem kell korlátozni a szexualitást, szerinte a társadalom feleslegesen nyomja azt el, megalkotta az "elnyomó deszublimáció” kifejezést annak leírására, hogy a nyugati fogyasztói kapitalizmus hogyan oldhatja fel a szexuális pórázt, és manipulálhatja az ebből fakadó pszeudo-szexuális szabadságot saját előnyére.
Marcuse illetve Willhelm Reich (1897-1957) is kezdte összemosni a Marxi ideológiát a Freud által megalkotott pszichoszexuális elméletekkel, hogy a szexuális vágy érzésére való képesség a szeretkezésre való fizikai képességétől függ, amit „orgasztikus potenciálnak” hívott. Abban hitt, hogy az orgazmus az egyetlen ami képes áthatolni azon a testpáncélon, amit gyerekkori emlékek okoztak.
George Bataille (1897-1962) francia filozófus összekapcsolta ez erotikát és a vallást az erőszakkal, illetve a halállal. Mindegyikben ugyanaz munkál, a határok áthágása, egyfajta folytonosság. Mindegyikben ott munkál az a vágy, hogy valahogyan áthágjunk rajtuk. 
Hamvas Béla (1897-1968) esztéta, filozófus számára a szexualitás természetes kényszer volt. Az emberi létezés legérzékenyebb pontja, hatalma nagyobb, mint az éhségé. A két kettétépett fél, a férfi és a nő egyesülésének vágya. Úgy gondolta, hogy a szexuális felszabadítás a "szexus lefokozása zoológiai mechanizmussá". 
II. János Pál pápa még pap korában kezdett el értekezni a szexualitásról. Az 1968-as diáklázadások idején, amikor a szexuális forradalom is elindult, azt írta, ha a "szeremből szex lesz" irányt, felváltja a "szexből szerelem lesz", annak káros hatásai lehetnek. A szex szerinte:
„nemcsak a termékenység és az élet továbbadásának forrása”, hanem „megvan benne a képesség a szeretet kifejezésére: épp annak a szeretetnek kifejezésére, amelyben az emberi személy ajándékká válik”
Michel Foucault (1926-1984) francia filozófus négy könyvet szentelt a szexualitásnak. Számára azok, akik megkérdőjelezik a szexuális normalitás eszméjét, és tiltott módon keresik örömüket, korunk igazi hősei. Azt tűzte ki célul, hogy kimutassa a szexuális normák mulandóságát. És felfedezte, hogy a szexuális normák nem mulandóak vagy alakíthatóak, hanem társadalmi felfogásunk mélyén beágyazódtak.
René Girard (1923-2015) francia polihisztor, társadalomtudományi filozófus újra előveszi a mimézist, szerinte mind a vágy, mind az erőszak mimetikus, azaz utánzó természetű. "Az ember mindig vágyakozik a másik vágya szerint". Így a szexuális vágyait is mástól másolja le. Szerinte a szexuális megszállottságot nem a vallás idézte elő, hanem épp az volt rá a válasz. 
Christopher Lasch (1932-1994) amerikai társadalomkutató, Az Önimádat Társadalma című könyvében arról ír, hogy a modern nő a férfiaktól már csak két dolgot akar: kielégítő szexet és gyengédséget. A társadalom demisztifikálta a nőt, ezáltal a szex pedig eldurvult.
Sir Roger Scruton (1944-2020) egy egész könyvet szentel a szexualitásnak, (Sexual desire 1986), abban hitt, hogy a szex a korábbi felfogás szerint hangsúlyozottan nem "rólam" és az én örömeimről szól, hanem rólad és az elkötelezettségünkről. Az embert otthonteremtő lénynek tartotta.
Martha Nussbaum amerikai filozófus a Chicagói Egyetem jog és etika professzora a szexualitás témában a tárgyiasítás problémáját kutatta. Ő hét olyan jellemzőt talált, amiben főleg a férfiak a nőket tárgyiasították:
1. Instrumentalitás, azaz eszközként maga javára használja a másikat
2. Helyettesíthetőség, azaz könnyen másra tudja cserélni
3. Tehetetlenség, azaz kihasználja a másik korlátozott cselekvőképességét
4. Autonómia megvonása
5. Tulajdonlás
6. Bánthatóság, azaz megengedett a másik bántalmazása
7. A szubjektív érzet megvonása
Byung-Chul Han Berlinben élő koreai filozófus az Erósz haldoklásában már tisztán kijelenti, a társadalom nárcisztikus ahhoz, hogy a másikra kíváncsiak legyünk. A szerelem pornóvá vált. A szexuális forradalom miatt a társadalom túlszexualizált lett. 
"Egyre nárcisztikusabb társadalomban élünk. Libidónkat elsődlegesen a saját szubjektivitásunkba fektetjük be."
Alexander Bard svéd filozófus (az Army of Lovers zenekar tagja is) még tovább megy, a Digital Libido című könyvében úgy nevezi a férfit: "Mechanikus Vágygép". Ilyenné kényszeredett. És ebben szerepben sem megnyugvást, sem beteljesülést nem talál, önmaga rabja lesz.
John Finnis ausztrál jogtudós és filozófus azzal érvel, hogy vannak erkölcsileg értéktelen szexuális aktusok, amelyekben „a testünket a tudatos én tapasztalati elégedettségének biztosításában eszközként kezeljük”. Például önkielégítés vagy szodomizálás során a test csak a szexuális kielégülés eszköze, és ennek eredményeként az ember egyfajta „szétbomláson” megy keresztül. „A választott én a tapasztaló én kvázi rabszolgájává válik, amely kielégülést követel.” 
Louise Perry brit újságíró, író a The Case Against the Sexual Revolution, azaz Esettanulmány a szexuális forradalom ellen című könyvében, arról ír, hogy a nők elkezdtek olyan módon viselkedni a szexben, ahogy a férfiak teszik, azaz férfias szocioszexuális magatartást vettek fel. A szexuális forradalom adott egy szabadságot, de közben a nagy harcban, magukat is feladták, illetve sok olyan női minőséget is eldobtak, ami őket nőként emelte.
"A XX. század végének és a XXI. század elejének egyik problémája az, hogy a nők a normális életmenetet, mely szerint át kell menniük leányból nő lesz, abból pedig matriarcha folyamat megszakadt.
Most van egy nagyon elterjedt probléma, a nők kétségbeesetten szeretnének tartósan leánymódban maradni.... Most minden státuszt ebbe próbálnak betölteni, de ez nem lehetséges. A Nők pszichológiai zavarai ide köthetők vissza."
Nina Power brit filozófus, kultúrteoretikus ma úgy véli, a férfiak a "pénisz alkonyának" korát élik. A férfi mára eszköztelen lett. Az életben is, a párkapcsolatban is, a szexben is. Valahol azt érzi, nincs rá szükség, vagy ha van, akkor is csak eszközként, nem társként. Mert a feminin, meg semleges magatartás minden erőt eltüntetett a férfiakból, miközben nem tudnak olyat tenni ami maga a férfi.
Robert Gray amerikai kortárs filozófus, azt vetette fel, hogy a szexuális tevékenységet tekinthetjük-e akkor is annak, ha abban nem volt élvezet, azaz a „szexuális tevékenységet” a szexuális élvezet előállítása szempontjából kellene elemezni. Úgy érvelt, miszerint „bármely tevékenység szexuális tevékenységgé válhat”, ha abból szexuális élvezet származik, és „egyetlen tevékenység sem szexuális tevékenység, hacsak nem származik belőle szexuális élvezet” . A ma embere hajlamos azt gondolni, hogy a kézfogás szexuális tevékenység, amikor szexuális örömet okoz, de egyébként a kézfogás nem túl szexuális. A kézfogás általában nem szexuális tevékenység, és általában nem okoz szexuális örömet; de két szerelmes egymás ujjait simogatva egyszerre lehet egy szexuális tevékenység és így szexuális örömet is okozhat számukra.